# Thiên Huế
Thiên Huế (tên thật là Nguyễn Thị Huế) sinh năm 1982 tại huyện Thanh Chương, tỉnh Nghệ An, là diễn viên ca kịch truyền thống Việt Nam, được phong tặng Nghệ sĩ ưu tú năm 2023. Hiện chị là diễn viên đoàn Dân ca Ví Giặm, Trung tâm Nghệ thuật truyền thống tỉnh Nghệ An.

## Sự nghiệp
Tốt nghiệp Trung học phổ thông, Thiên Huế theo học khoa Âm nhạc truyền thống tại Trường Cao đẳng Văn hoá nghệ thuật tỉnh. Cô được đánh giá là có năng khiếu hát dân ca, cảm thụ  sâu sắc những làn điệu truyền thống. Thời gian này, Thiên Huế đã được Trung tâm Bảo tồn và Phát huy di sản Dân ca ví, giặm Nghệ Tĩnh mời diễn chung nhiều vở kịch hát, tuy chỉ được vào những vai phụ nhưng đó là bước đệm cần thiết để cô có được những kinh nghiệm cho sự nghiệp về sau. 
Năm 2005, Thiên Huế chính thức trở thành nghệ sĩ thuộc biên chế của Trung tâm Bảo tồn và Phát huy di sản Dân ca ví, giặm Nghệ Tĩnh.
Năm 2010, Thiên Huế giành Huy chương Bạc đầu tiên tại Hội diễn Sân khấu Tuồng và dân ca kịch toàn quốc với vai Linh trong vở “Một cây làm chẳng nên non”.
Năm 2016, Thiên Huế là một trong số rất ít nghệ sĩ trẻ của xứ Nghệ được Sở Văn hóa và Thể thao Nghệ An tuyển chọn đi biểu diễn giới thiệu, quảng bá dân ca Ví, Giặm tại các nước châu Âu.

## Giải thưởng
- Huy chương Bạc tại Hội diễn Sân khấu Tuồng và dân ca kịch toàn quốc (2010).

- Huy chương Vàng tại Hội diễn Nghệ thuật sân khấu tuồng và dân ca kịch chuyên nghiệp toàn quốc (2016, 2019).